# Emiraat Boechara
Het emiraat Boechara (Tadzjieks: Аморати Бухоро,  Amorati Buxoro; Oezbeeks: Buxoro Amirligi; vroeger in het Nederlands ook Boecharije) was een staat in Centraal-Azië die bestond van 1785 tot 1920. Het land lag tussen de rivieren Amu Darja en Syr Darja en stond voorheen bekend als Transoxanië. Grote steden waren Samarkand en de hoofdstad Buchara. 

## Geschiedenis
Het emiraat werd gevormd in 1785.

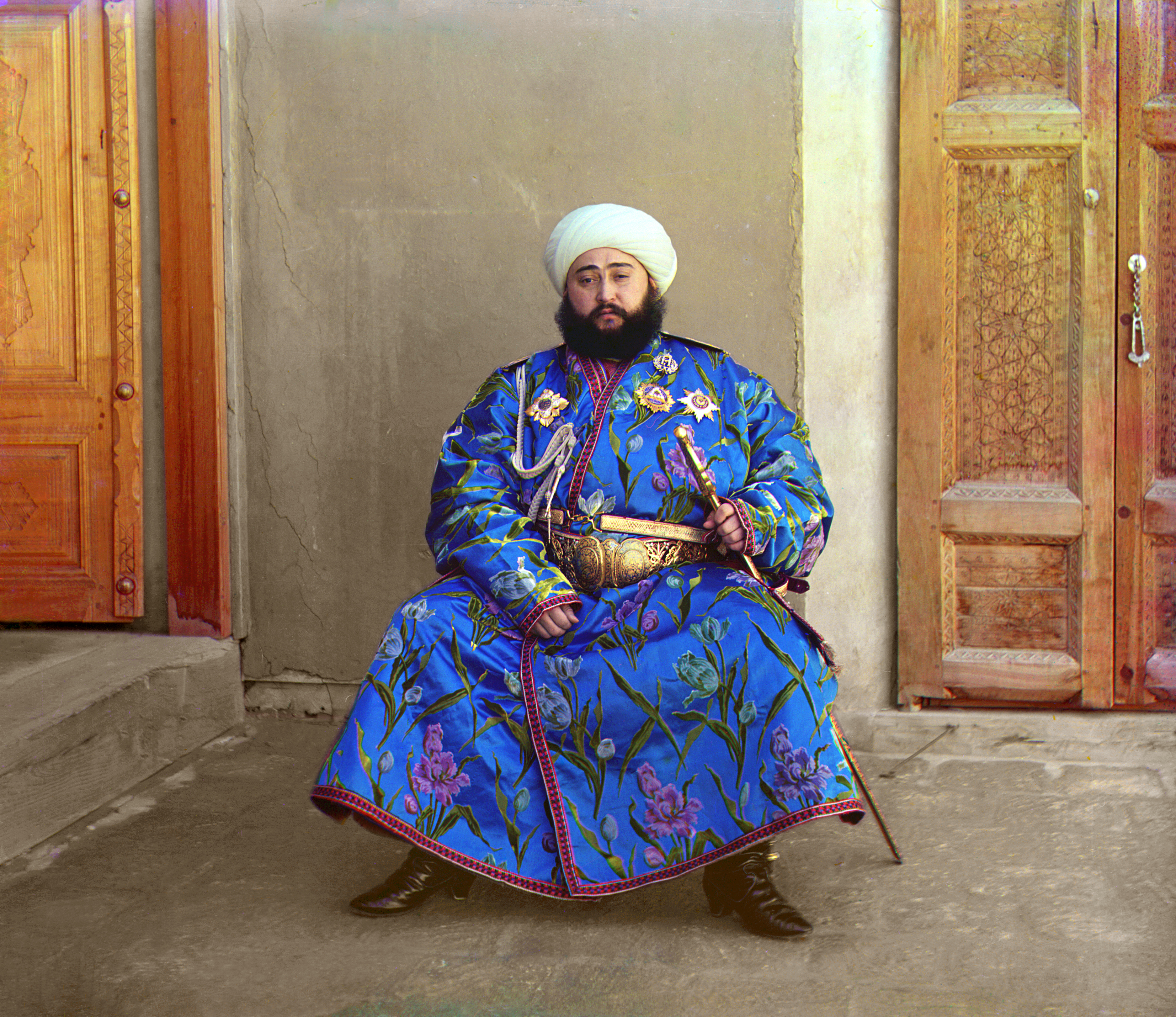
Alimkhan (1880-1944), de laatste emir van Buchara, foto genomen door Sergej Prokoedin-Gorski in 1911

Tijdens de Russische verovering van Centraal-Azië verloor het in 1868 een oorlog tegen Rusland. Een deel van het emiraat, waaronder de stad Samarkand, werd geannexeerd door Rusland. Het overgebleven gedeelte van het land werd een protectoraat van het keizerrijk in 1873 en werd omgeven door het generaal-gouvernement Turkestan.
In 1920 werd het emiraat veroverd door de bolsjewieken en zo ontstond de volksrepubliek Buchara. Het gebied van het voormalige emiraat ligt voornamelijk in het huidige Oezbekistan, maar ook in kleine delen van Tadzjikistan, Turkmenistan en Kazachstan.